# Susie Wolff
Suzanne Stoddart dite Susie Stoddart puis Susie Wolff, née le 6 décembre 1982 à Oban, est une pilote automobile britannique. Elle est la première femme à inscrire des points en Deutsche Tourenwagen Masters. Elle participe à quatre séances d'essais libres de Formule 1, pour Williams F1 Team en 2014 et 2015. Après avoir pris sa retraite en tant que pilote en 2015, elle est directrice de l'équipe Venturi en Formule E durant la saison 2018-2019. En 2023, elle est nommée par le Formula One Group directrice exécutive de la F1 Academy, la formule de promotion du sport automobile féminin.
Elle est l'épouse de Toto Wolff, directeur de l'écurie de Formule 1 Mercedes Grand Prix.

## Biographie
Susie Wolff commence le pilotage en karting en 1996. Après cinq années dans cette discipline, elle fait ses débuts en monoplace sur Formule Renault en 2001. Elle finit neuvième du championnat britannique de Formule Renault en 2003 et cinquième en 2004. En 2003 et 2004, elle fait partie des six finalistes nommés pour les British Young Driver of the Year Awards du BRDC. Les gagnants de cette prestigieuse récompense britannique ont été David Coulthard (pilote de Formule 1), Gary Paffett (pilote de DTM et d'essai chez McLaren Racing), et Jamie Green (champion 2004 de Formule 3).
En 2005, elle participe aux deux manches du premier rendez-vous du championnat britannique de Formule 3 à Donington Park.

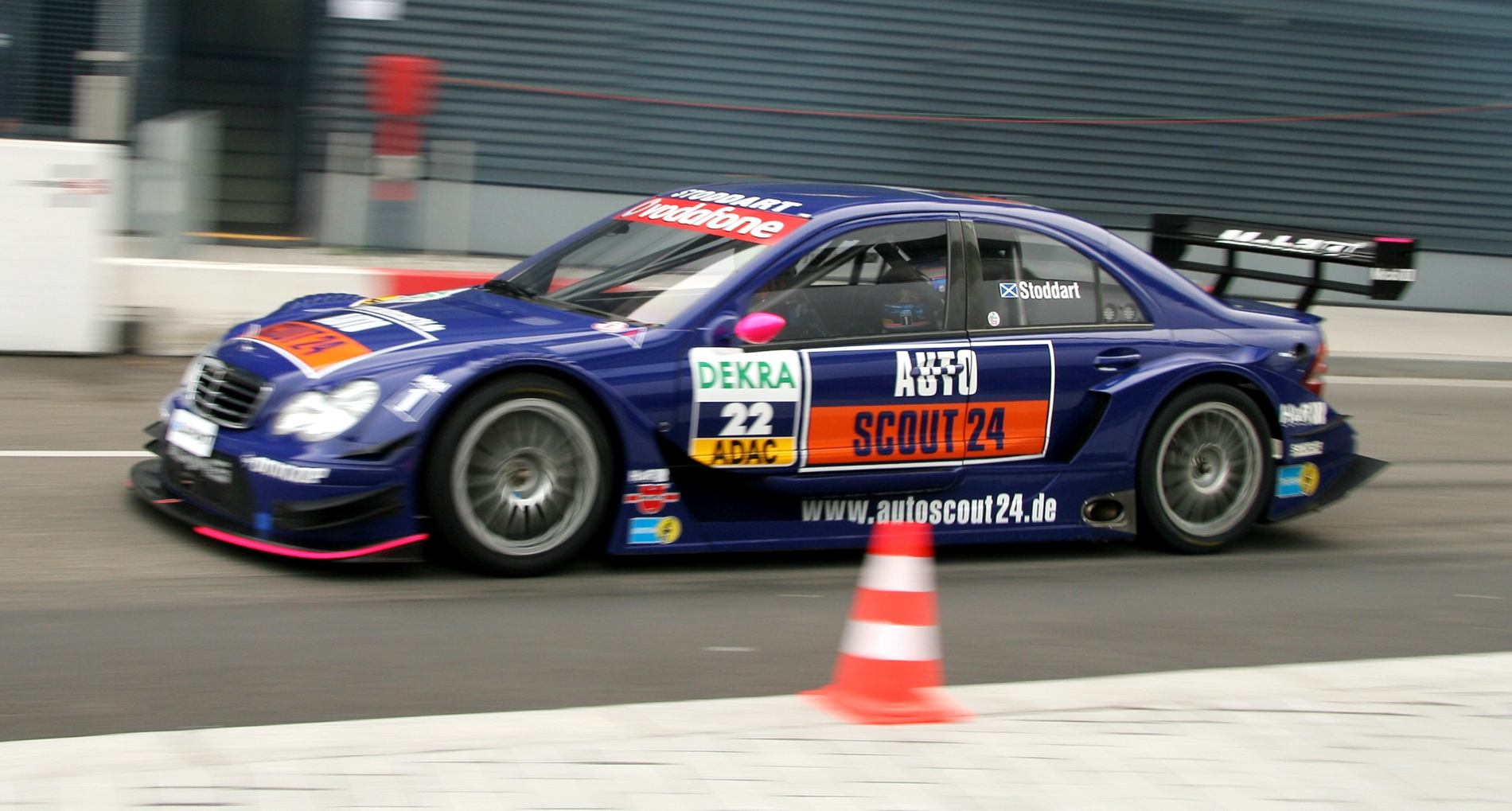
Susie Stoddart (2006).

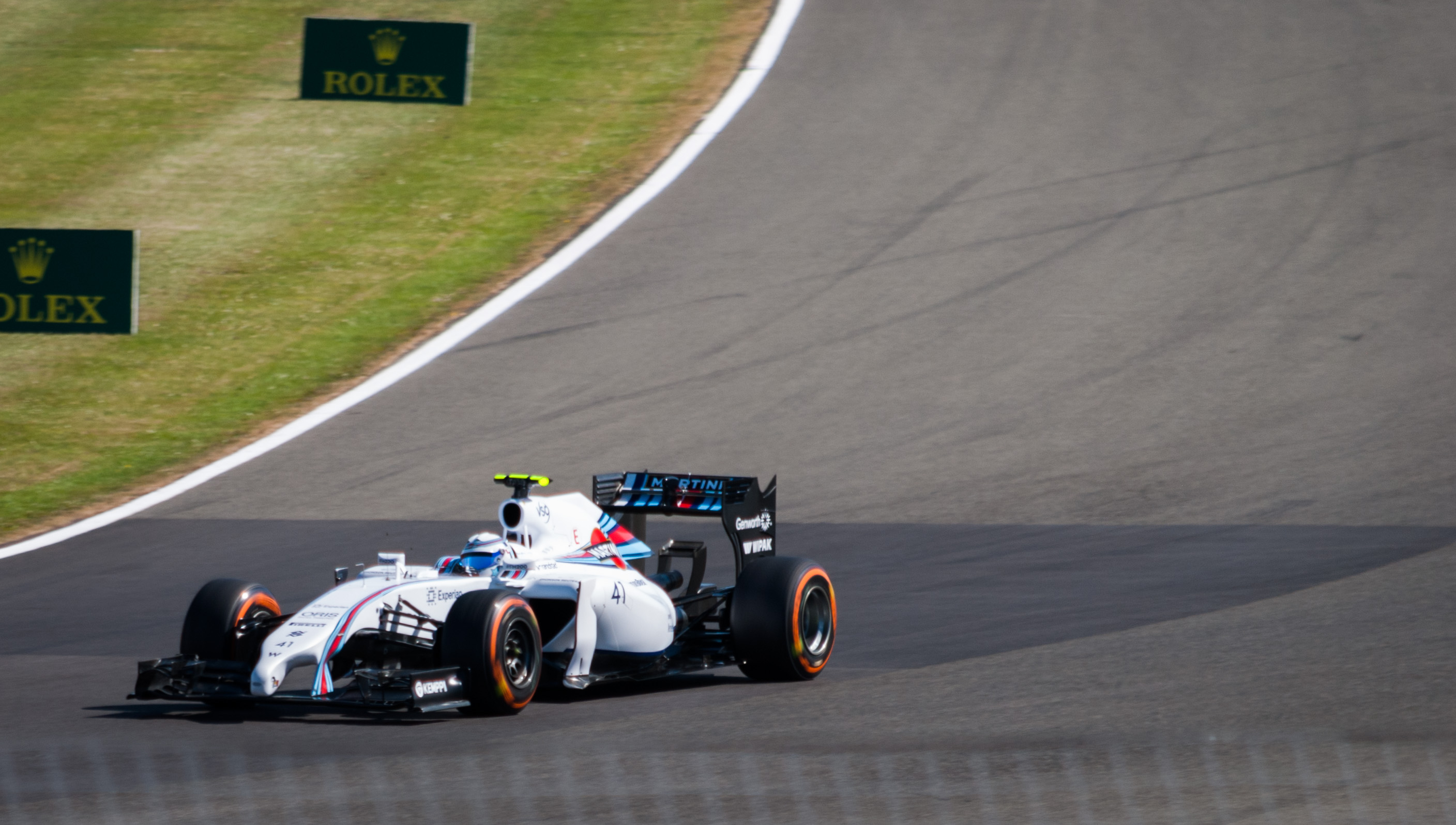
Susie Wolff en 2014 à Silverstone.

En 2006, elle est la première femme, avec la pilote Vanina Ickx, à courir en championnat DTM depuis dix ans. Précédemment, Ellen Lohr (en) était la seule femme à courir pour Mercedes-Benz en DTM et ITC de 1991 à 1996. Elle fait ses débuts dans cette série avec l'écurie AMG Mercedes Mücke Motorsport.
En 2009, elle rejoint l'autre écurie privée Mercedes, Persson Motorsport, où elle est épaulée par Jamie Green.
Toujours en attente de ses premiers points, l'Écossaise s'était fixé comme objectif de terminer dans les huit premiers d'une course en 2010, un défi depuis l'allègement de 25 kg des voitures 2008 (1 025 kg contre 1 050 kg pour les voitures 2009). Elle atteint cet objectif lors de la troisième course de la saison, au Lausitzring, en finissant septième, et devient la première femme à inscrire des points dans le championnat depuis Ellen Lohr en 1996. Elle égale cette performance à l'issue de la neuvième manche de la saison, à Hockenheim.
En avril 2012, Williams F1 annonce son recrutement en tant que pilote de développement. Elle participe à la première séance d'essais libres du Grand Prix de Grande-Bretagne 2014 à  Silverstone au volant de la Williams-Mercedes et fait de même au Grand Prix d'Allemagne.
Susie Wolff est nommée pilote essayeuse pour l'écurie Williams F1 en 2015, aux côtés des autres pilotes d'essais qui sont Adrian Sutil et Alex Lynn.
Le 4 novembre 2015, elle annonce qu'elle se retire du sport automobile. Elle était la dernière femme à avoir piloté une Formule 1 avant Tatiana Calderón en 2018.
En 2016, elle s'associe avec la Motor Sports Association (en) (MSA, équivalent de la FFSA pour la Grand-Bretagne) pour lancer Dare To Be Different, une organisation s'adressant aux jeunes filles de huit à quatorze ans destinée à promouvoir la participation des femmes dans les sports mécaniques.
En 2018, elle est nommée directrice de l'équipe Venturi en Formule E. Pour la première fois de son histoire, l'écurie monégasque remporte la victoire avec Edoardo Mortara lors de l'ePrix de Hong Kong.
La Formule 1 nomme en mars 2023 Susie Wolff directrice exécutive de la F1 Academy, la formule de promotion du sport automobile féminin, chapeautant le nouveau championnat mondial F1 Academy Series qui voit s'affronter quinze femmes pilotes dans cinq écuries différentes sur une saison de vingt-et-une courses,

## Vie privée
Elle est mariée depuis octobre 2011 avec l'entrepreneur autrichien Toto Wolff, ancien coactionnaire de l'écurie de Formule 1 Williams et copropriétaire de l'entreprise HWA AG, aujourd'hui directeur de l'écurie Mercedes Grand Prix. Le couple a un enfant.

### Note
1. ↑  Elle use depuis son mariage du nom de son mari Toto Wolff.
2. ↑  Ellen Lohr avait inscrit des points jusqu'en 1996 dans le Deutsche Tourenwagen Meisterschaft, prédécesseur du DTM actuel, créé en 2000.